# Logania palawana
Logania palawana är en fjärilsart som beskrevs av Hans Fruhstorfer 1914. Logania palawana ingår i släktet Logania och familjen juvelvingar. Inga underarter finns listade i Catalogue of Life.